# 喜瀬浩
喜瀬 浩（きせ ひろし、1947年〈昭和22年〉4月30日 - ）は、フリーアナウンサー、元札幌テレビ放送（STV）のアナウンサーである。番組などでは「喜瀬ひろし」と表記されることもある。

## 略歴
北海道亀田郡亀田村（現函館市）出身。協和銀行に勤める父の転勤により、小学校から大学まで東京都世田谷区池尻及び町田市で育つ。
世田谷区立富士中学校、東京都立駒場高等学校、中央大学法学部政治学科卒業。1970年札幌テレビ放送入社（同期に阿久津正行、平山恵美子、暮地雅子）。
1970年代後半よりラジオ番組を中心に担当し、日曜日朝のベストテン番組「北海道 young Hit 10」などで人気を得た。熱狂的な東京ヤクルトスワローズのファンである。
HBCと自社制作番組で長くライバル関係にあった平日14時台のテレビ番組「2時ワイド」を担当後、1985年よりSTVラジオ「ときめきワイド」を23年間にわたって担当した。
編成局アナウンス部付専門部長職を最後に、2007年4月30日付で札幌テレビ放送を定年退職後もフリーアナウンサーとして、『ときめきワイド』『オハヨー!ほっかいどう』（木曜日・金曜日）など、STVラジオを中心に活動している。
元々歌手志望だったこともあり、STVアナウンサー時代に歌手としてCDも発売した。

## 現在の担当番組

### ラジオ
- 喜瀬ひろしの青春演歌
  - STVラジオ 毎週月曜日 19:00～20:00
  - 三角山放送局 毎週月曜日 18:00〜19:00
  - ラジオニセコ〔2020年度〜〕 毎週土曜日 17:00〜18:00[2]

## 過去の担当番組

### テレビ
- 2時のワイドショー[1]
- これは五つ星!（月1・2回程度放送）
- 火曜サスペンス劇場（放送前解説（STVのみ放送））- その週のあらすじを放送前の30秒で解説していた。

### ラジオ
- アタックヤング
- おくさまジャーナル[1]
- 北海道 young Hit 10
- ときめきワイド - 2008年3月28日まで[1]
  - 喜瀬ひろしのどんと歌謡曲（平日正午～13:00）
  - 喜瀬とみかっちのヒットパレード（同15:00～16:00）
- オハヨー!ほっかいどう（木・金5:30～9:00、2008年～2012年3月30日）
- オハヨー!土曜日（土6:00～8:00）
- 喜瀬ひろしのぞっこん!ど～んと歌謡曲（月～金 18:00-19:30、2012年10月～2013年3月→月　18:00-19:30、2013年4月～2016年3月）
- 喜瀬の日曜ショッピング（日 8:00-8:15、2014年10月～2016年4月3日）
- 喜瀬と通夫の日曜楽楽生ワイド -（日 12:00-17:00、2016年4月10日 - 2017年4月2日）
- 喜瀬ひろしの楽楽日ようび - （日 12:00-17:00、2017年4月9日 - 2018年3月18日）
- 工藤じゅんきの十人十色 - 2019年11月11日～15日放送分（代理出演）
- 喫茶ひろしとマダムな夜（第一月曜日 21:30～22:00、2018年4月2日～2020年3月2日）
- まるごと!エンタメ〜ション
  - ようじのぢかん 10月第1週 (2023年10月2日- 10月6日)

## CD

### シングル
以下、登場している人名はすべてSTVアナウンサー（当時）。
- 時計台のある街 (1985年)
  - 当時、パーソナリティをしていたラジオ番組「奥様ジャーナル」で、作詞作曲者不詳だったこの曲が話題となり、同曲のレコードを出すことになった。
  - B面は、大澤宏一(当時「歌謡ワイド ハイ大沢です」パーソナリティ)「愛を贈ろう」。
  - 後に同曲の作詞作曲者が、札幌を中心に活動するミュージシャン浅沼修が17歳当時に発表した作品と判明した。
- 愛の二重奏（1990年11月21日発売。織田亮子とのデュエット、日本コロムビア。カップリングは明石英一郎＆木村洋二の「“ん”音頭」）
- ふたりの札幌（1999年11月19日発売。室田智美とのデュエット、ポニーキャニオン）
- あしたへの道（2002年3月16日発売、日本クラウン。両A面で工藤じゅんき「映画のような人生を」も収録）

### その他
以下の作品にも参加している。
- 石原裕次郎のアルバム「北国の旅情」
- 川中美幸とのデュエット曲「雪国北国恋の国」

## CM
- メガネサロンルック（1970年代後半）